# 香港中樂團

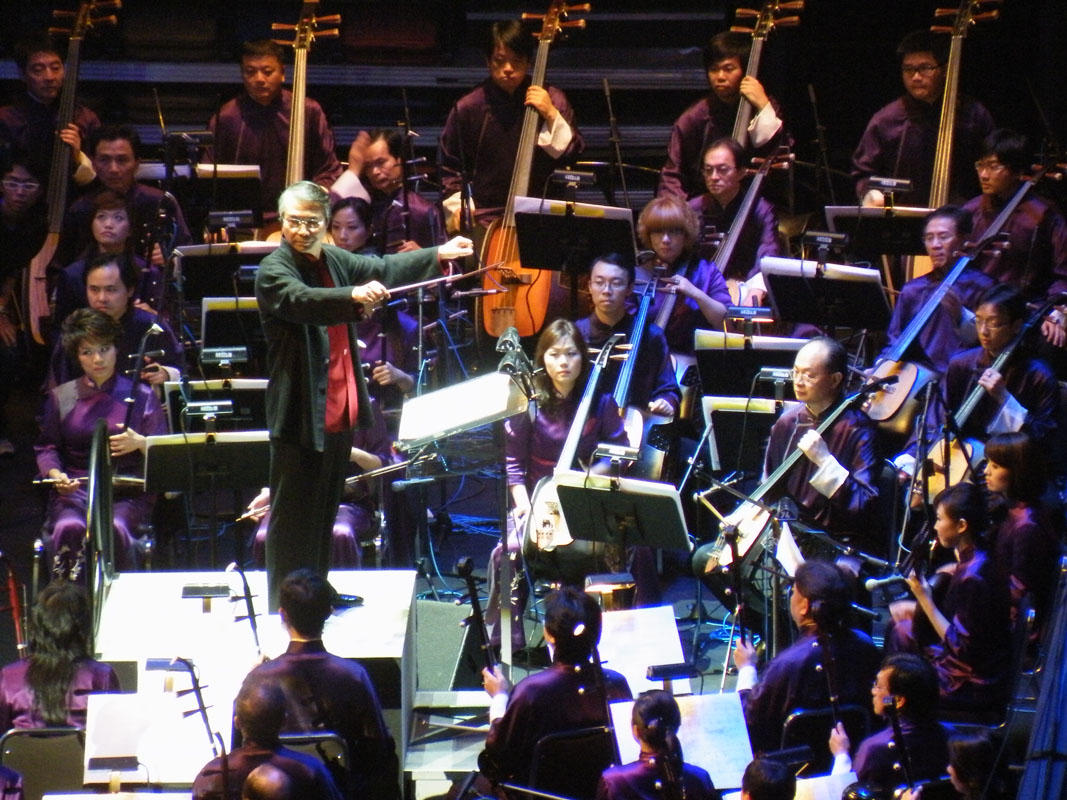
香港中樂團

香港中樂團（英語：Hong Kong Chinese Orchestra），乃一香港中國傳統音樂團體，於1977年由英屬香港市政局發起，常受邀於國際音樂廳及藝術節演出，有「民樂翹楚」和「香港文化大使」之稱。该樂團於2001年脫離康樂及文化事務署，成為慈善團體。香港中樂團是世上首屈一指的中樂團，2002年獲國際現代音樂協會頒發最傑出成就獎表揚中樂方面的貢獻。香港中樂團由90多名專業成員組成，分為拉弦、彈撥、吹管及敲擊四個樂器群組。樂器包括二胡、高胡、中胡、革胡、低音革胡、揚琴、柳琴、（大、中、小）阮、琵琶、三弦、箏、曲笛、梆笛、新笛、大笛、（高音、次中音、低音）笙、（高音、中音、次中音、低音）嗩吶、管子、豎琴等等。其中，胡琴類樂器是該樂團自行發明的環保胡琴。